# Seznam českých nositelů titulu monsignore
Toto je seznam českých nositelů titulu monsignore (není-li uvedeno jinak, jedná se o římskokatolického duchovního):

## Současní nositelé titulu

### Biskupové
Biskup je monsignorem automaticky od okamžiku svého svěcení.
- Antonín Basler (titulární biskup diecéze Vaga a pomocný biskup olomoucký)
- Jan Baxant (emeritní biskup litoměřický)
- Vojtěch Cikrle (emeritní biskup brněnský)
- Martin David (biskup ostravsko-opavský)
- Jan Graubner (arcibiskup pražský a primas český)
- Dominik kardinál Duka OP (emeritní arcibiskup pražský)
- Karel Herbst SDB (titulární biskup siccesiánský a emeritní pomocný biskup pražský)
- Tomáš Holub (biskup plzeňský)
- Josef Hrdlička (titulární biskup thunudrumský a emeritní pomocný biskup olomoucký)
- Josef Kajnek (titulární biskup z Aquae in Dacia a emeritní světící biskup královéhradecký)
- Prokop Brož (titulární biskup litomyšlský a pomocný biskup královéhradecký)
- Vlastimil Kročil (biskup českobudějovický)
- Pavel Konzbul (biskup brněnský)
- Václav Malý (titulární biskup marcelliánenský a pomocný biskup pražský)
- Josef Nuzík (arcibiskup olomoucký)
- Pavel Posád (titulární biskup ptujský a světící biskup českobudějovický)
- Stanislav Přibyl (biskup litoměřický)
- František Radkovský (emeritní biskup plzeňský)
- Jan Vokál (biskup královéhradecký)
- Zdenek Wasserbauer (titulární biskup butrintský a pomocný biskup pražský)

### Generální vikáři diecézí
Generální vikář diecéze má nárok na titul monsignora z titulu svého úřadu a pouze po dobu jeho trvání.[zdroj?]
- Radek Jurnečka (generální vikář biskupství litoměřického)
- David Henzl (generální vikář biskupství českobudějovického)
- Petr Hruška (generální vikář biskupství plzeňského)
- Pavel Kafka (generální vikář biskupství brněnského)
- Jan Paseka (generální vikář biskupství královéhradeckého)

### Ostatní
Jiné kněze vyznamenává titulem monsignore papež, většinou na návrh diecézního biskupa nebo nuncia.
- Jindřich Bartoš (farář ve farnosti sv. Mikuláše ve Znojmě, děkan děkanství znojemského a vranovského)
- Pavel Boukal (kancléř kurie královéhradecké diecéze, sídelní kanovník katedrální kapituly při chrámu Svatého Ducha a farní vikář duchovní správy kostela Panny Marie v Hradci Králové)
- Josef Brychta (farář v Jemnici, Budkově a Rancířově, děkan děkanství moravskobudějovického)
- Ivan Fišar (výpomocný duchovní ve farnosti sv. Filipa a Jakuba ve Zlíně)
- Peter Fořt (farář v Kraslicích, okrskový vikář sokolovského vikariátu)
- Vladimír Gajdušek (farář v Městě Touškově, soudní vikář Diecézního církevního soudu v Plzni)
- Josef Gazda (farář v Ostravě-Porubě a děkan ostravský)
- Tomáš Halík (farář Římskokatolické akademické farnosti Praha)
- Milan Hanuš (děkan Královské kolegiátní kapituly Všech svatých, kanovník Metropolitní kapituly u sv. Víta a farář u katedrály sv. Víta)
- Dušan Hladík (v současné době žijící v USA, pověřený péčí o české krajany v zahraničí)
- František Hladký (sídelní kanovník katedrální kapituly při chrámu Svatého Ducha a děkan v Hradci Králové)
- Jiří Mikulášek (emeritní generální vikář biskupství brněnského)
- Martin Holík (ředitel Rádia Proglas)
- Vladimír Hronek (duchovní správce farnosti Slavoňov)
- Karel Janoušek (někdejší rektor Nepomucena)
- Vojtěch Kološ (biskupský vikář pro ekonomii, ekonom Arcibiskupství olomouckého)
- František Koutný (rektor kostela sv. Máří Magdalény v Brně)
- Zdeněk Krček (farář v Polné)
- Eduard Krumpolc (pověřený vedoucí katedry systematické teologie CMTF UP v Olomouci, farář farnosti Hněvotín)
- Vladimír Málek (rektor kostela sv. Martina z Tours v Líbeznicích)
- Artur Matuszek (farář ve Vršovicích)
- Miroslaw Michalak (arciděkan v Trutnově)
- Jan Mráz (rektor Papežské koleje Nepomucenum v Římě)
- Bohuslav Novák (farář v Kravařích)
- Aleš Opatrný (biskupský vikář arcibiskupství pražského pro pastoraci)
- Karel Orlita (soudní vikář Diecézních církevních soudů v Brně a Hradci Králové)
- Jan Peňáz (farář v Novém Veselí)
- Alois Peroutka (děkan novojičínský)
- Petr Piťha (probošt emeritus Kolegiátní kapituly Všech svatých na Hradě pražském)
- Jan Plaček (farář Moravská Ostrava)
- Karel Plavec (farář v Přešticích, okrskový vikář vikariátu Plzeň-jih)
- Michael Josef Pojezdný OPraem (emeritní opat Královské kanonie premonstrátů na Strahově)
- Pavel Rousek (sídelní kanovník kolegiátní kapituly při kostele Povýšení sv. Kříže v Litomyšli a děkan v Chomuticích u Hořic)
- Rudolf Sikora (farář v Hnojníku a děkan frýdecký)
- Karel Simandl (asistent apoštolského nuncia v Německu)
- Karel Skalický (vedoucí katedry systematické teologie Teologická fakulta Jihočeské univerzity)
- Václav Slouk (farář v Brně u sv. Jakuba, děkan děkanství brněnského, člen Kněžské rady a Sboru poradců, kanovník Královské stoliční kapituly sv. Petra a Pavla v Brně)
- Emil Soukup (farář v plzeňské diecézi)
- Jan Svoboda (farář v Hať (okres Opava)) a děkan v Hlučíně
- Josef Suchár (farář v Neratově, prezident Diecézní katolické charity Hradec Králové, biskupský vikář pro diakonii)
- Josef Šich (notář olomouckého arcibiskupství)
- Vojtěch Šíma (děkan Kolegiátní kapituly u sv. Mořice v Kroměříži)
- Marcel Šmejkal (působí v zahraniční sekci státního sekretariátu Římské kurie ve Vatikáně)
- Gejza Veselý (někdejší vicerektor Nepomucena)
- Bohumír Vitásek (prezident Arcidiecézní charity Olomouc,probošt Metropolitní kapituly Olomouc)
- Václav Vrba (děkan ve Veselí nad Moravou)
- František Vrubel (farář v Třinci)
- Josef Zouhar (bývalý farář v Hodoníně)

## Někteří již zemřelí nositelé titulu

### Zemřelí do roku 1900
- Jan Václav Hubálek († 1720)
- Karel Dominik rytíř Řečický († 1734)
- Zdeněk Jiří Chřepický z Modlíškovic († 1755)
- František Navrátil († 1866)
- Jan Nepomuk Stárek († 1883)
- František Xaver Škorpík († 1890)
- Josef Zenefels († 1890)
- Karel Schwarz († 1891)
- Jan Kubíček († 1892)
- Josef Jan Evangelista Hais († 1892)
- Antonín Slavíček († 1893)
- Eduard Prašinger († 1895)
- František Krönes († 1895)
- Antonín Wolmann († 1896)
- Josef Symerský († 1896)
- Klement Borový († 1897)
- Karel Findinski († 1897)
- Jan Bakula († 1897)
- Petr Špelina († 1897)
- František Janda († 1898)
- Eduard Tersch († 1898)
- František Jánský († 1899)

### Zemřelí v letech 1901 až 1910
- Josef Schum († 1901)
- Ferdinand Michl († 1901)
- Jan Nepomucký Řehák († 1901)
- František Zeibert († 1901)
- Carl Hudzietz († 1902)
- Ignát Swiežy († 1902)
- Josef Böhm († 1903)
- Josef Kandler († 1903)
- František Hrádek († 1903)
- František Kyzlink († 1903)
- Jan Evangelista Špirk († 1904)
- Josef Seifert († 1904)
- Jan Weinlich († 1905)
- Antonín Hora († 1906)
- Josef Hesoun († 1906)
- Matěj Procházka († 1906)
- Alois Jirák († 1907)
- Antonín Klug († 1907)
- František Borgia Krásl († 1907)
- Bedřich Kaun († 1908)
- Vilém Králík († 1909)
- Josef Štěrba († 1909)
- Vincenc Švehla († 1910)
- Vladimír Šťastný († 1910)

### Zemřelí v letech 1911 až 1920
- Antonín Páral († 1911)
- Bedřich Kamarýt († 1911)
- Ignát Wurm († 1911)
- Josef Binder († 1911)
- Josef Šimek († 1911)
- Alois Hrudička († 1912)
- Adolf Rodler († 1912)
- Antonín Adamec († 1913)
- Ferdinand Josef Lehner († 1914)
- Karl Jänig (1835–1914)
- František Xaver Kryštůfek († 1916)
- František Vaculík († 1916)
- Josef Tumpach († 1916)
- Josef Pachta († 1917)
- František Xaver Blanda († 1917)
- Matěj Kabelka († 1919)
- Hermann Zschokke († 1920)

### Zemřelí v letech 1921 až 1930
- Jan Švéda († 1921)
- František Snopek († 1921)
- František Šulc († 1921)
- Josef Burian († 1922)
- Karel Vorlíček († 1922)
- Pavel Rozínek († 1923)
- Jan Ladislav Sýkora († 1928)
- Ctihodný Antonín Cyril Stojan († 1923)
- Gustav Mattauch († 1923)
- Josef Kuchynka († 1923)
- Jan Evangelista Sedlák († 1924)
- Josef Brenner († 1924)
- František Xaver Stejskal († 1924)
- Václav Davídek († 1925)
- Jan Vránek († 1925)
- Josef Topolský († 1926)
- Antonín Grimmer († 1926)
- Jiří Glosauer († 1926)
- Josef Pospíšil († 1926)
- Rudolf Horský († 1926)
- Josef Bombera († 1927)
- Jan Khun († 1927)
- Jakub Hodr († 1927)
- Rafael Kozák († 1927)
- Josef Hanuš († 1928)
- Josef Staněk († 1928)
- Jan Hromádka († 1928)
- František Hrubík (monsignor 1914, † 1928)
- Josef Kavale († 1928)
- Maximilián Mayer-Wallerstein-Ahrdorff († 1928)
- Josef Tittel († 1929)
- Václav Lerch († 1929)
- František Bulla († 1929)
- Jan Soukup († 1929)
- Josef Samsour († 1930)
- Jan Nepomuk Sedlák († 1930)
- Josef Slabý († 1930)

### Zemřelí v letech 1931 až 1940
- Karel Hodinář († 1931)
- Josef Gross († 1931)
- Alois Kolísek († 1931)
- Václav Müller († 1931)
- Antonín Podlaha († 1932)
- Antonín Postřihač († 1932)
- František Valoušek († 1932)
- Eduard Šittler († 1932)
- Ignát Janák († 1932)
- Josef Otava († 1932)
- Karel Fadrus († 1932)
- Florián Mrázek († 1933)
- Antonín Kobliha († 1933)
- František Hrachovec († 1934)
- Antonín Kaška († 1934)
- Josef Rieber († 1934)
- Bruno Schneider († 1935)
- Jan Nepomuk Říhánek († 1935)
- Václav Černý († 1935)
- Václav Kudrna († 1935)
- Karel Hubík († 1935)
- Antonín Mráz († 1935)
- František Zapletal († 1935)
- Ladislav Zavadil († 1935)
- František Reyl († 1935)
- Josef Neubauer († 1936)
- Matěj Lhotský († 1936)
- František Jedlička († 1936)
- Alois Demel († 1936)
- Augustin Fibiger († 1936)
- Inocenc Obdržálek († 1938)
- Josef Domašínský († 1936)
- Karel Vrátný († 1937)
- Antonín Breitenbacher († 1937)
- Šimon Pokoj († 1937)
- Antonín Svoboda († 1937)
- František Xaver Vaněček († 1937)
- František Seywalter († 1938)
- Tomáš Pícha († 1938)
- Josef Šmejkal († 1938)
- Max Pitterman († 1938)
- Antonín Janda († 1938)
- Klement Kuffner († 1938)
- Josef Tomšů († 1938)
- Jan Stavěl († 1938)
- František Mimra († 1939)
- Jan Strnad († 1939)
- Antonín Bartoš († 1939)
- Alois Roudnický († 1939)
- Antonín Suchánek († 1939)
- František Přikryl († 1939)
- Jan Martinů († 1940)
- Baltazar Hříva († 1940)
- Jan Nevěřil († 1940)
- Antonín Polánský († 1940)
- František Vacek († 1940)
- Josef Kachník († 1940)
- Otokar Tauber († 1940)

### Zemřelí v letech 1941 až 1950
- Ludvík Groh († 1941)
- Karel Štella († 1941)
- Mořic Růžička († 1941)
- Václav Vítek († 1941)
- Stanislav Bambas († 1942)
- Josef Vyvlečka († 1942)
- Metoděj Kubáň († 1942)
- Václav Hlavička († 1942)
- František Kohout († 1942)
- Vladimír Hornov († 1942)
- Antonín Bořek-Dohalský († 1942)
- František Škarda († 1942)
- Adolf Tenora († 1943)
- František Bernard Vaněk († 1943)
- Vladimír Jeřábek († 1943)
- Ludvík Novotný († 1943)
- Jan Zitko († 1943)
- Dominik Brázda († 1943)
- Metoděj Hošek († 1943)
- Franz Dichtl († 1943)
- Celestýn Pastor († 1943)
- Zikmund Václav Halka-Ledóchowski SJ († 1944)
- Alfons Jiří Hornek († 1944)
- Karel Slavík († 1944)
- Jan Křtitel Pauly († 1944)
- Václav Šílený († 1944)
- F. Linke († 1944)
- Josef Schinzel († 1944)
- Josef Dvořák († 1945)
- Jan Soukup († 1945)
- Otto Lev Stanovský SJ († 1945)
- Emil Procházka († 1946)
- František Adamec († 1946)
- Augustin Kratochvíl († 1946)
- Josef Martin Nathan († 1947)
- Leopold Prečan († 1947)
- Jan Štěpánek († 1947)
- Raimund Kobza († 1947)
- Václav Kotrch
- Jaroslav Hlobil († 1947)
- Jan Řezníček († 1947)
- Ferdinand Černík († 1948)
- Theodor Vavruša († 1948)
- Václav Řepa († 1948)
- František Všetečka († 1948)
- Petr Bartošík († 1948)
- Bohumil Stašek († 1948)
- Jan Budař († 1948)
- Antonín Weber († 1948)
- Josef Svátek († 1948)
- Karel Tannert († 1948)
- Ludvík Matoušů († 1949)
- Jan Brabec († 1949)
- Alfons Pryč († 1949)
- František Machač († 1949)
- Lubomír Petr († 1949)
- Emanuel Hrdlička († 1949)
- Ferdinand Hrdý († 1949)
- František Světlík († 1949)
- Josef Bouzek († 1950)

### Zemřelí v letech 1951 až 1960
- Václav Kubíček († 1951)
- Josef Nejedlý († 1952)
- František Hála († 1952)
- Johann Spannbauer († 1952)
- Alois Soldát († 1952)
- František Úlehla
- Tomáš Beránek († 1954)
- František Jemelka († 1954)
- Josef Hronek († 1954)
- Oldřich Zlámal († 1955)
- Jan Kohel († 1955)
- Rudolf Zháněl († 1956)
- Jiří Sahula († 1956)
- Alois Kudrnovský († 1956)
- Jan Šrámek († 1956)
- Mořic Pícha († 1956)
- Jan Sobota († 1957)
- Alois Lang († 1957)
- Karel Vystrčil († 1957)
- Karel Reban († 1957)
- Josef Toman († 1957)
- Vojtěch Zapletal († 1957)
- Johannes Nepomuk Remiger († 1959)
- Josef Vajs († 1959)
- Bedřich Vašek († 1959)
- Bedřich Augustin († 1960)
- Otakar Vošahlík († 1960)
- Antonín Ludvík Stříž († 1960)

### Zemřelí v letech 1961 až 1970
- Služebník Boží Josef kardinál Beran († 1969)
- František Cinek († 1966)
- Kamil Dočkal († 1963)
- Hugo Doskočil († 1961)
- Antonín Eltschkner († 1961)
- Josef Hanák († 1961)
- Tomáš Chromý († 1965)
- Karel Kadlec († 1961)
- František Karas († 1968)
- Josef Kratochvíl († 1968)
- Josef Kubík († 1968)
- František Kutal († 1967)
- Josef Limpouch († 1965)
- Josef Karel Matocha († 1961)
- Antonín Melka († 1963)
- Rudolf Nejezchleba († 1961)
- František Onderek († 1962)
- Bohumil Opatrný († 1964)
- Josef Resl († 1967)
- Vincenc Šetina († 1961)
- Josef Šíma († 1970)
- Augustin Štancl († 1962)
- Alois Tylínek († 1965)
- Josef Vašica († 1968)
- Josef Vladyka († 1965)
- Stanislav Zela († 1969)
- Karel Žák († 1963)

### Zemřelí v letech 1971 až 1980
- František Dvorník († 1975)
- Karel Fanfrdla († 1973)
- Služebník Boží Josef Hlouch († 1972)
- Jaroslav Janák († 1971)
- Osvald Novák († 1971)
- Eduard Oliva († 1972)
- Karel Skoupý († 1972)
- Josef Soukup († 1972)
- Antonín Stehlík († 1972)
- Štěpán kardinál Trochta SDB († 1974)

### Zemřelí v letech 1981 až 1990
- Jan Boukal († 1982)
- Petr Lekavý († 1990)
- Josef Moštěk († 1986)
- Ludvík Němec († 1988)
- Josef Poul († 1990)
- Jaroslav Sychra († 1983)
- Služebník Boží Antonín Šuránek († 1982)
- Josef Vrana († 1987)

### Zemřelí v letech 1991 až 2000
- Leopold Dýmal († 1995)
- Josef Helikar († 2000)
- Anton Janko († 2000)
- Jaromír Korejs († 1997)
- Josef Krčál (†1992)
- Jaroslav Kubovec († 1997)
- Karel Kulhánek († 1994)
- Jan Lebeda († 1991)
- Kajetán Matoušek († 1994)
- Vladimír Nováček († 1999)
- Alois Pekárek († 1999)
- František Planner († 1999)
- Jan Podveský († 1994)
- Antonín Sýkora († 1993)
- František kardinál Tomášek († 1992)
- Vojtěch Tkadlčík († 1997)
- František Vaňák († 1991)
- František Vorlíček († 1999)

### Zemřelí v letech 2001 až 2010
- Wilhelm Wenzel († 2001)
- Josef Jiran († 2001)
- Stanislav Vídenský († 2002)
- Ferdinand Bílek († 2002)
- Josef Hermach († 2002)
- Jan Pohl († 2002)
- Robert Franze († 2003)
- Antonín Liška († 2003)
- Josef Navrkal († 2003)
- Jiří Reinsberg († 2004)
- Jaroslav Václav Polc († 2004)
- Václav Javůrek († 2004)
- Emil Pluhař († 2004)
- Karel Vrána († 2004)
- Antonín Bradna († 2006)
- Josef Benáček († 2006)
- Josef Ryška († 2006)
- František Kohlíček († 2007)
- Bedřich Provazník († 2007)
- Karel Pilík († 2007)
- Václav Červinka († 2007)
- Ludvík Horký († 2008)
- Jaroslav Studený († 2008)
- František Baťka († 2008)
- Václav Dvořák († 2008)
- Alois Krchňák († 2008)
- Josef Hladík († 2008)
- Bohuslav Brabec († 2008)
- Jindřich Suchánek († 2009)
- Josef Hrbata († 2009)
- Vladimír Poláček († 2009)
- Jan Machač († 2009)
- Josef Olejník († 2009)
- Antonín Huvar OT († 2009)
- Milan Bezděk († 2009)
- Josef Veselý († 2010)
- Karel Pavlíček († 2010)
- Jaroslav Škarvada († 2010)
- Josef Koukl († 2010)
- Ladislav Simajchl († 2010)
- Antonín Rosarius Hýža († 2010)
- Miroslav Vágner († 2010)
- Metoděj Kotík († 2010)

### Zemřelí v letech 2011 až 2020
- Oto Mádr (15. února 1917 – 27. února 2011)
- Vladimír Vyhlídka (20. listopadu 1925 – 23. dubna 2011)
- Karel Otčenášek, PaedDr. (13. dubna 1920 – 23. května 2011)
- Josef Kavale (16. prosince 1919 – 21. srpna 2011)
- Robert Falkenauer (25. února 1951 – 7. září 2011)
- Jaroslav Němec (25. dubna 1932 – 17. března 2012)
- Josef Alois Laštovica (1. listopadu 1925 – 17. května 2012)
- Jan Kutáč (28. ledna 1942 – 14. července 2012)
- Ivan Ljavinec (18. dubna 1923 – 9. prosince 2012)
- Miloslav Klisz (18. února 1916 – 22. prosince 2012)
- František Sobíšek (1920 – 10. května 2013)
- Josef Šindar (29. března 1933 – 17. září 2013)
- Karel Fořt (8. listopadu 1921 – 21. ledna 2014)
- Josef Stejskal (21. ledna 1922 – 26. ledna 2014)
- Josef Tajchl (24. března 1935 – 27. března 2014)
- František Rýpar (23. března 1925 – 7. května 2014)
- Antonín Duda (31. prosince 1938 – 30. října 2014)
- Václav Fišer (9. srpen 1923 – 22. června 2015)
- František Polášek (28. června 1934 – 13. září 2015)
- Milán Kouba (14. září 1939 – 17. září 2015)
- Josef Vojtěch Šach (22. dubna 1919 – 10. srpna 2015)
- Bohumil Kolář (7. ledna 1924 – 5. listopadu 2015)
- Jiří Paďour (4. dubna 1943 – 11. prosince 2015)
- Pavel Kučera (27. května 1932 – 24. února 2016)
- Josef Valerián (15. března 1925 – 27. března 2016)
- Vladimír Born (11. května 1938 – 16. července 2016)
- Miloslav kardinál Vlk (17. května 1932 – 18. března 2017)
- Erich Pepřík (25. listopadu 1922 – 9. dubna 2017)
- Václav Škach (15. ledna 1932 – 7. května 2017)
- Antonín Kupka (22. července 1939 – 31. května 2017)
- Jiří Krpálek (6. září 1931 – 6. srpna 2017)
- Josef Šik (8. ledna 1929 – 15. září 2017)
- František Hrůza (25. února 1923 – 17. září 2017)
- Štefan Suchý (19. října 1918 – 9. srpna 2018)
- Marian Lewicki (15. srpna 1957 – 25. srpna 2018)
- Josef Maňák (25. srpna 1950 – 30. listopadu 2018)
- Josef Mixa (8. srpna 1925 – 27. října 2019)
- Ján Eugen Kočiš (25. června 1926 – 4. prosince 2019)
- Vladislav Sysel (30. dubna 1922 – 5. prosince 2019)

- Jan Daněk (11. května 1950 – 23. června 2020)
- Vnislav Fruvirt (11. července 1923 – 25. října 2020)
- Adam Rucki (8. ledna 1951 – 12. prosince 2020)
- Jiří Skobík (16. srpna 1932 – 13. prosince 2020)

### Zemřelí od roku 2021
- Petr Esterka (14. listopadu 1935 – 10. srpna 2021)
- Anton M. Otte (15. srpna 1939 – 29. prosince 2021)
- František Václav Lobkowicz (5. ledna 1948 – 17. února 2022)
- Ladislav Tichý (27. března 1948 – 1. března 2022)
- Karel Exner (21. prosince 1920 – 16. srpna 2022)
- Josef Růt (22. února 1942  – 19. října 2023)
- Radomil Kaláb (31. května 1930 – 16. února 2024)
- Josef Socha (28. června 1943 – 10. března 2024)
- Ladislav Hučko (16. února 1948 – 14. ledna 2025)
- Václav Habart[1] (18. června 1940 – 2. února 2025)